# キング・パワー・スタジアム
レスター・シティ・スタジアム (Leicester City Stadium）は、イングランド・レスターシャーのレスターにあるサッカー専用スタジアム。レスター・シティFCがホームスタジアムとして使用している。
2011-12シーズンから命名権を購入したキング・パワー社によって、キング・パワー・スタジアムの愛称が使用されている。

## 歴史
レスター・シティFCは2000年11月、老朽化したフィルバート・ストリートからクラブのホームスタジアムを移転することを発表した5。2002年7月にこの新スタジアムは開場したが、2003-04シーズンにプレミアリーグから降格してしまい、スタジアムの建設資金返済が大幅に遅れた。
そこでクラブはこのスタジアムをアメリカ合衆国の不動産仲介業者TIAA-CRFFへ売却し、同社に毎シーズンレンタル料を支払うこととなった。しかし、2013年3月1日、免税店を運営するキング・パワー社がTIAA-CRFFよりスタジアムを引き取った8。

### ヘリコプター墜落事故
2018年10月27日、レスター・シティのオーナーであったキング・パワー社の代表ヴィチャイ・スリヴァッダナプラバが搭乗していたヘリコプター墜落事故に巻き込まれて亡くなるという痛ましい事故が発生した。

## 開催された主な試合

### サッカー
- 国際Aマッチ

| 日付           | ホームチーム | 結果 | アウェーチーム         | 大会     |
| -------------- | ------------ | ---- | ---------------------- | -------- |
| 2003年6月3日   | イングランド | 2-1  | セルビア・モンテネグロ | 親善試合 |
| 2003年10月12日 | ジャマイカ   | 0-1  | ブラジル               | 親善試合 |
| 2006年5月29日  | ジャマイカ   | 1-4  | ガーナ                 | 親善試合 |
| 2018年9月11日  | イングランド | 1-0  | スイス                 | 親善試合 |

### ラグビー
- ラグビーワールドカップ2015

| 日付           | ホームチーム | 結果  | アウェーチーム | 大会    |
| -------------- | ------------ | ----- | -------------- | ------- |
| 2015年10月4日  | アルゼンチン | 45-16 | トンガ         | プールC |
| 2015年10月6日  | カナダ       | 15-17 | ルーマニア     | プールD |
| 2015年10月11日 | アルゼンチン | 64-19 | ナミビア       | プールC |

## ギャラリー

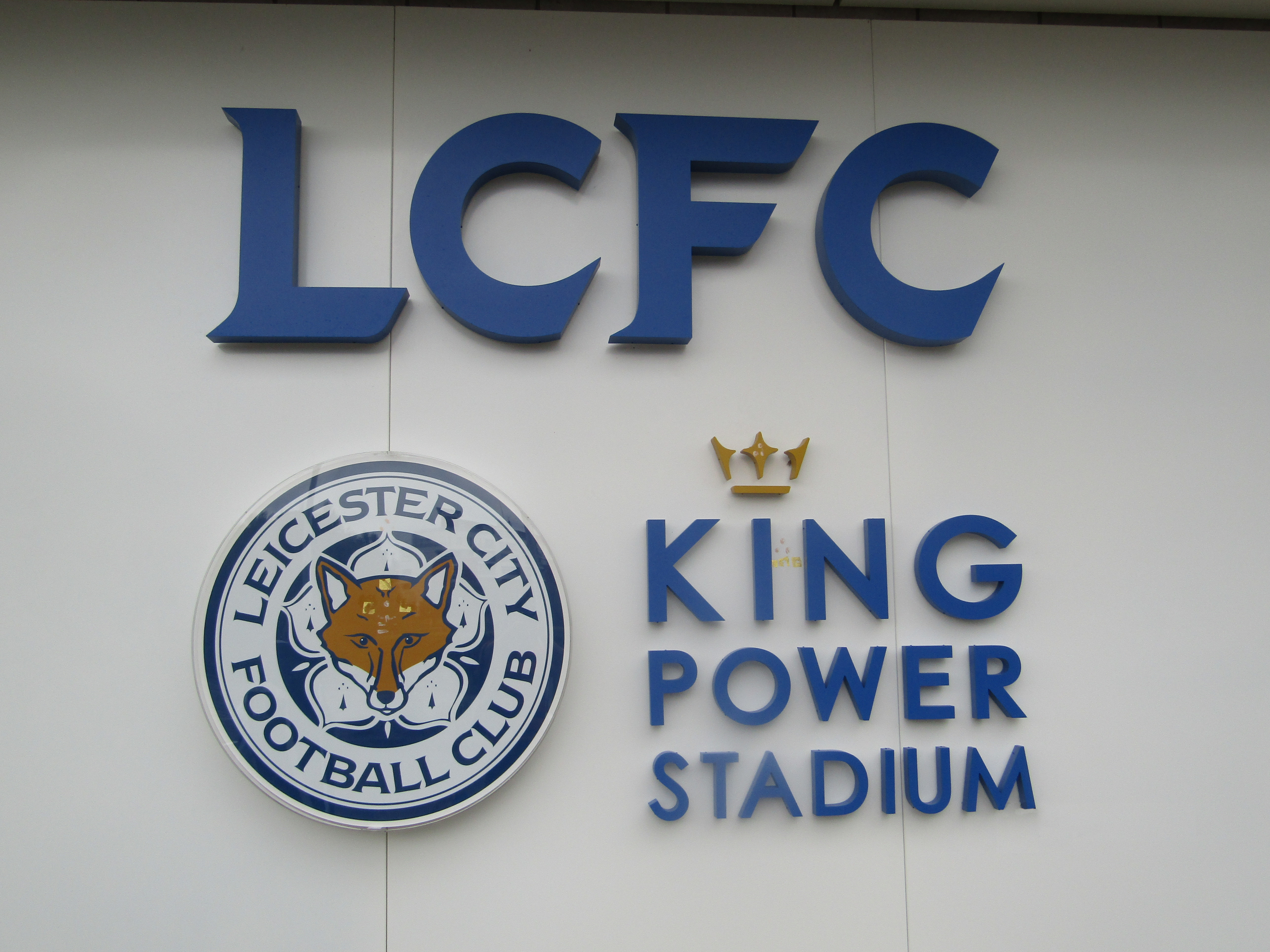
スタジアムのロゴ
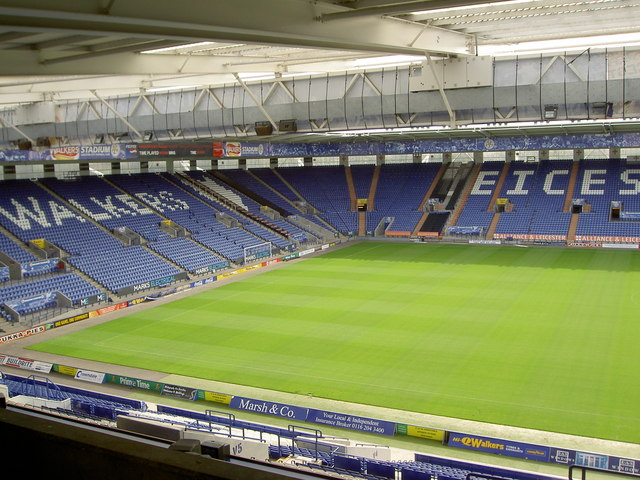
内観1
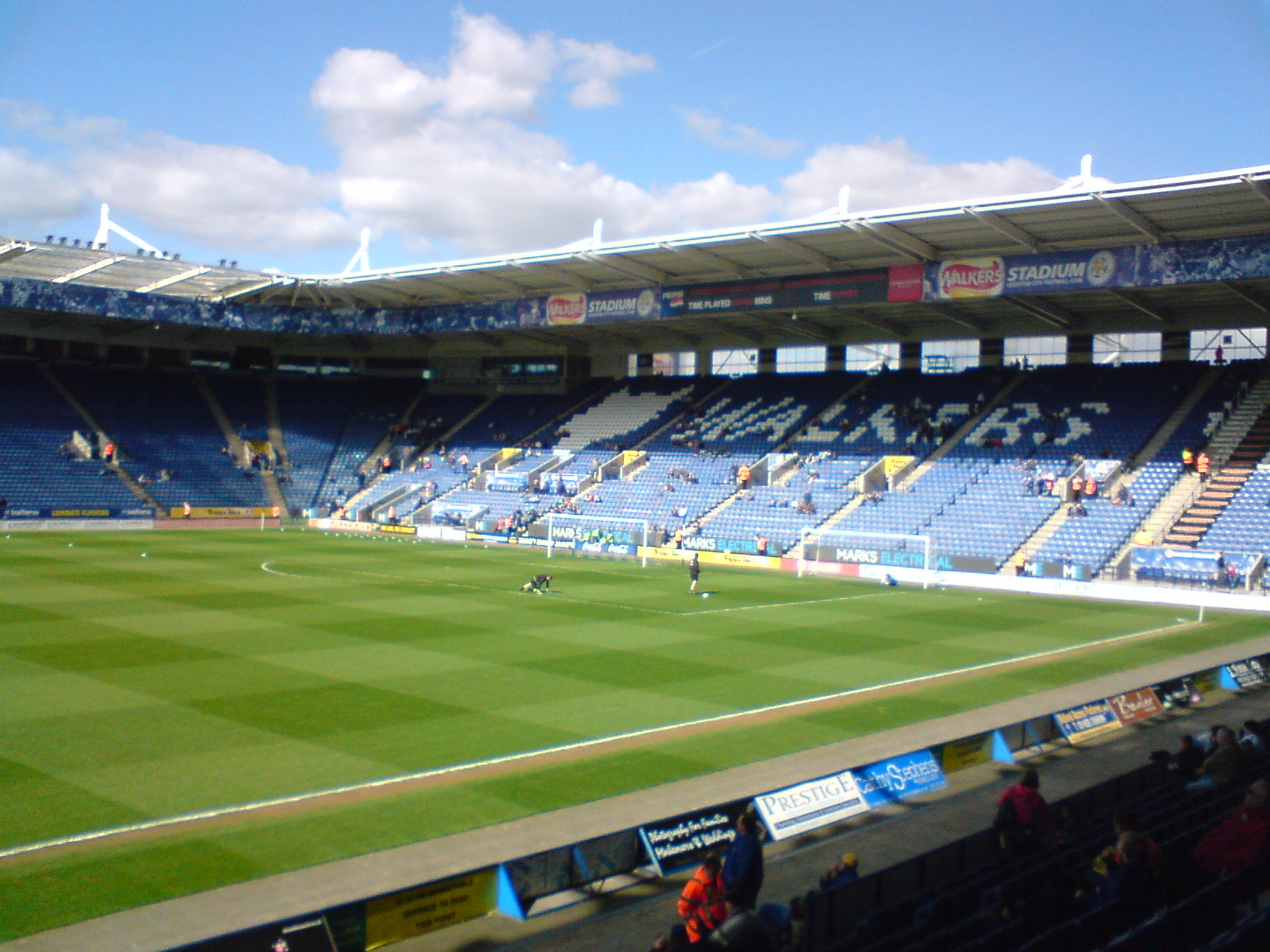
内観2
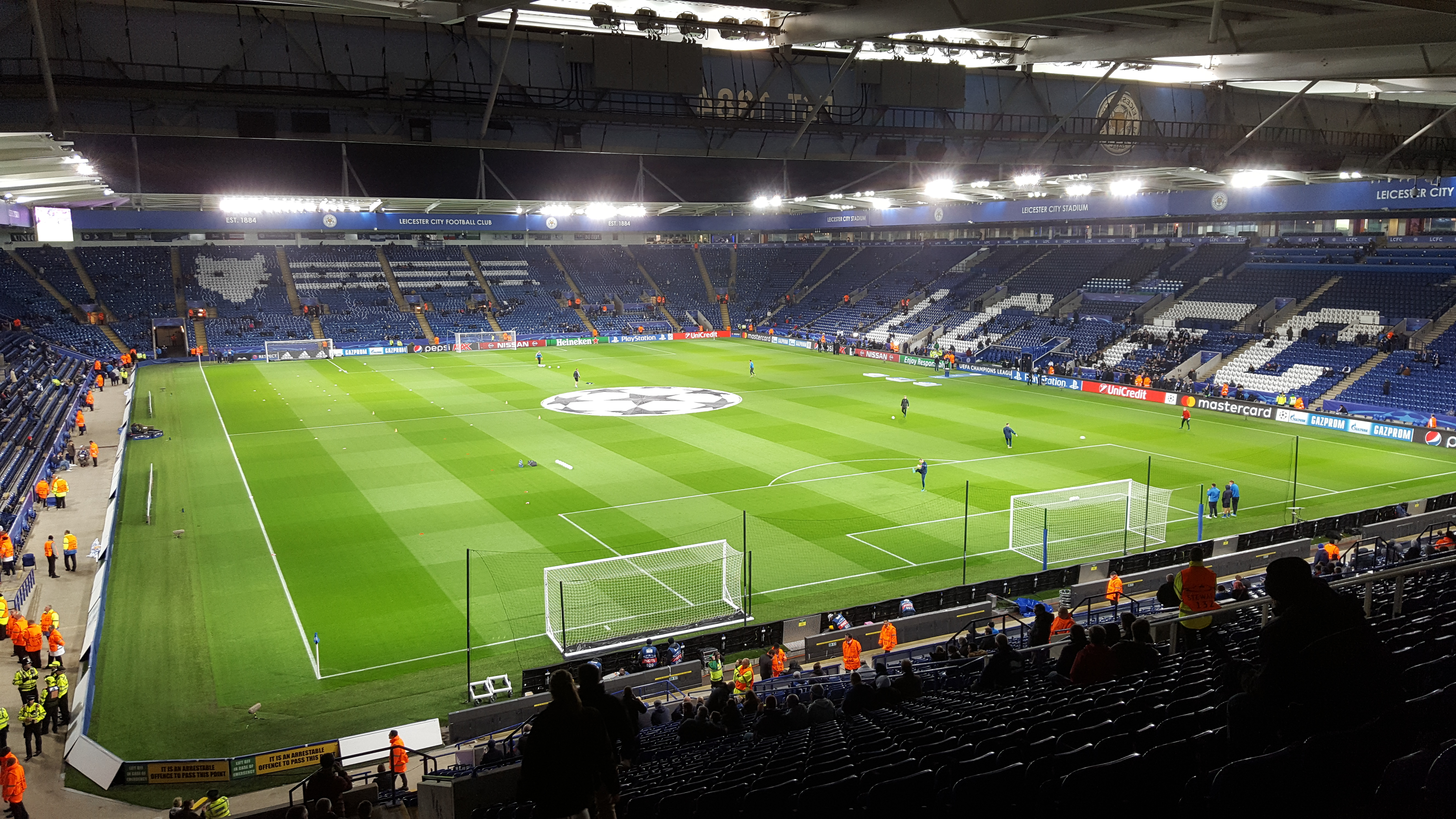
内観3
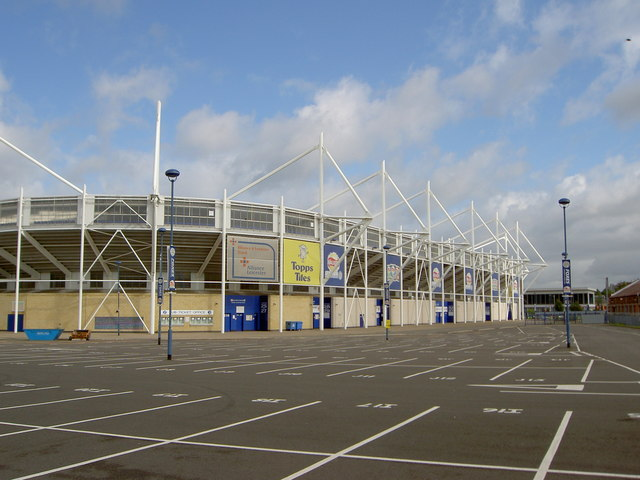
外観1
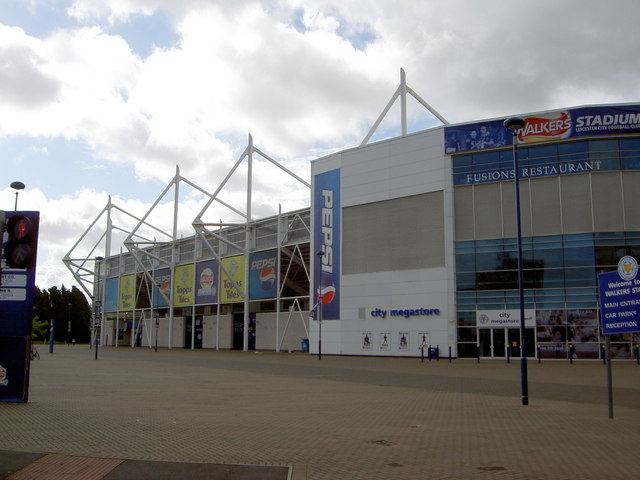
外観2
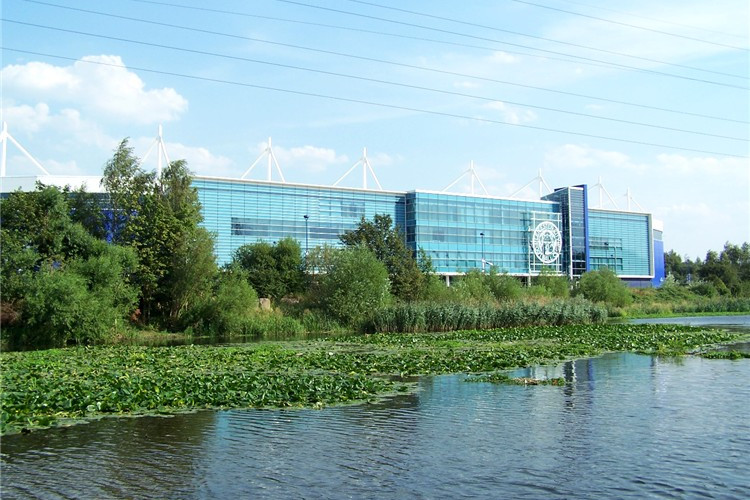
外観3
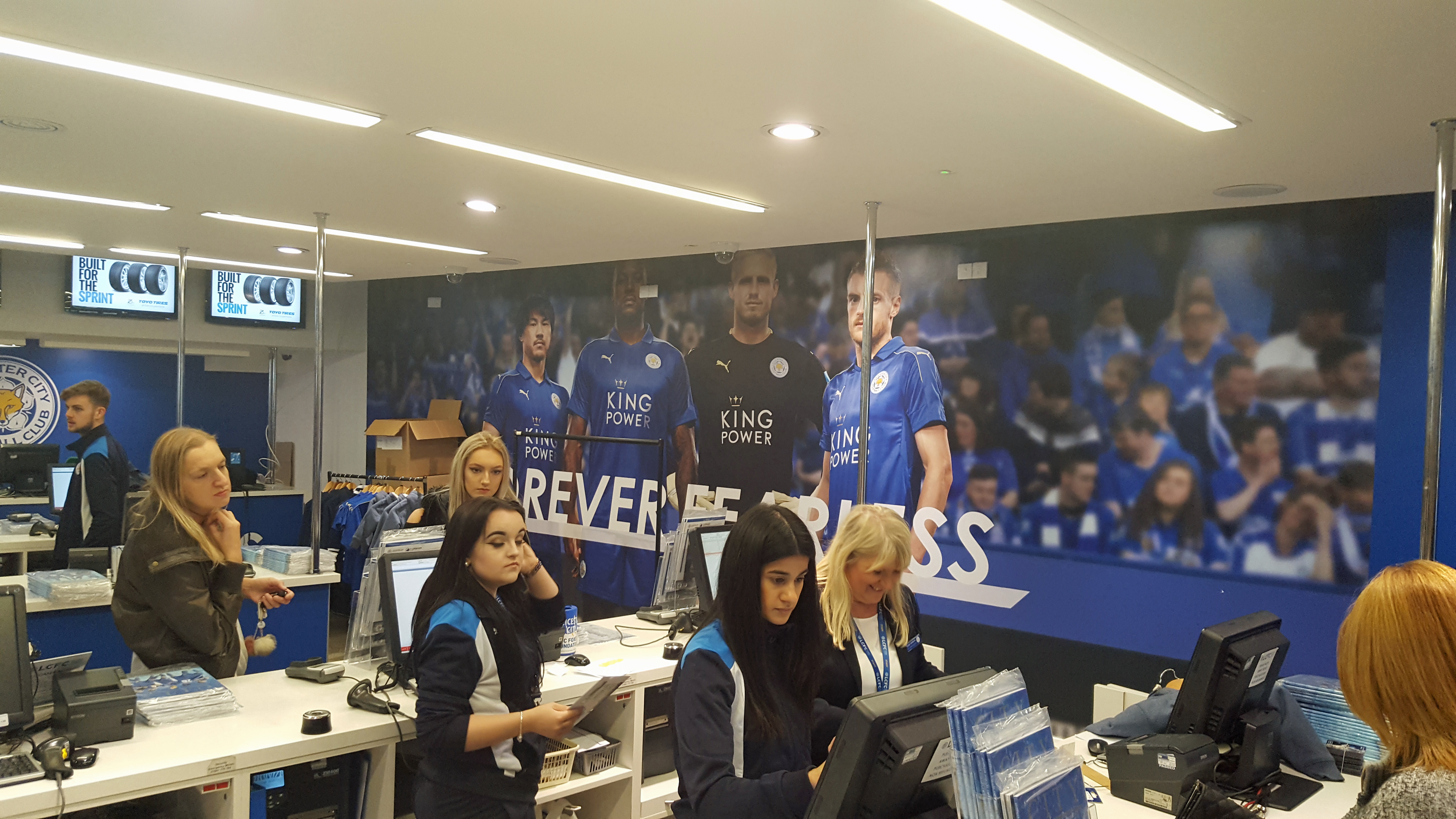
スタジアム内にあるファンショップ